# Wesley (bande indienne)
Pour les articles homonymes, voir Wesley.
Wesley est une bande indienne de la Première Nation des Stoneys en Alberta au Canada. Elle vit principalement sur quatre réserves qu'elle partage avec les autres bandes de la Première Nation des Stoney, c'est-à-dire les bandes de Bearspaw et de Chiniki. En 2016, elle a une population inscrite totale de 1 814 membres. Elle est signataire du Traité 7.

## Démographie
Les membres de la bande de Wesley sont des Stoneys. En avril 2016, la bande avait une population inscrite totale de 1 814 membres dont 89,9 % vivaient sur une réserve.

## Géographie
La bande de Wesley habite principalement sur quatre réserves situées en Alberta qu'elle partage avec les autres bandes de la Première Nation des Stoney, les bandes de Bearspaw et de Chiniki.
| Nom                     | Superficie (ha) | Emplacement                    |
| ----------------------- | --------------- | ------------------------------ |
| Big Horn 144A (en)      | 2 127,40        |                                |
| Eden Valley 216 (en)    | 1 690,80        | 80 km au sud-ouest de Calgary  |
| Stoney 142-143-144 (en) | 39 264,50       | 56 km à l'ouest de Calgary     |
| Stoney 142B             | 5 692,40        | 48 km au nord-ouest de Calgary |

## Gouvernement
La bande de Wesley est gouvernée par un conseil de bande élu. Pour le mandat de 2014 à 2018, celui-ci est composé du chef Ernest Wesley et de quatre conseillers.